# Jarwal
Jarwal is een nagar panchayat (plaats) in het district Bahraich van de Indiase staat Uttar Pradesh. 

## Demografie
Volgens de Indiase volkstelling van 2001 wonen er 15.777 mensen in Jarwal, waarvan 53% mannelijk en 47% vrouwelijk is. De plaats heeft een alfabetiseringsgraad van 34%. 